# Francis Gonzalez
Francis Gonzalez (* 6. února 1952 Bordeaux) je bývalý francouzský atlet, běžec, který se věnoval středním tratím, zejména půlce, halový mistr Evropy z roku 1973.
V roce 1972 časem 1:49,17 vybojoval na halovém mistrovství Evropy bronzovou medaili v běhu na 800 metrů. O rok později se stejným časem stal halovým mistrem Evropy na této trati. Od druhé poloviny 70. let 20. století se věnoval běhům na 1500 a 3000 metrů. Na těchto tratích na evropských halových mistrovstvích obsazoval finálová umístění (4. až 7. místo). Jeho posledním mezinárodním úspěchem bylo šesté místo v běhu na 3000 metrů na Světových halových hrách v roce 1985.